# Mattafix
Mattafix er en britisk duo, som består af Marlon Roudette og Preetesh Hirji. Deres lyd er en fusion af alternativ rock, hip hop, R&B, Reggae, Dancehall, Blues, Jazz, Soul og Verdensmusik. De vandt Sopot International Song Festival i 2006.

## Biografi
Marlon Roudette blev født i London, men voksede op på den karibiske ø St. Vincent med sin mor og søster efter at have flyttet dertil. Preetesh Hirji blev født i London af indiske forældre.

### Signs of a Struggle(2005-2006)
Mattafix udgav deres første single "11.30 (Dirtiest Trick in Town)" som en limited edition på Buddhist Punk Records 13. januar 2005. Sangen blev dog aldrig rigtig kendt.
Deres anden single, "Big City Life", blev udgivet af EMI 8. august 2005.
Den blev et betragteligt hit, blev nummer 15 i Storbritannien og nummer 1 i Tyskland, Polen, Østrig, Italien, Schweiz og New Zealand.
Den nåede også top 20 i flere andre europæiske lande.
Deres debutalbum Signs of a Struggle blev udgivet senere.

## Diskografi

### Albums
| Titel               | Albumdetaljer                                                                  | Højeste hitlisteplacering | Højeste hitlisteplacering | Højeste hitlisteplacering | Højeste hitlisteplacering | Højeste hitlisteplacering | Højeste hitlisteplacering | Højeste hitlisteplacering | Højeste hitlisteplacering | Højeste hitlisteplacering | Højeste hitlisteplacering |
| Titel               | Albumdetaljer                                                                  | UK                        | AUS                       | AUT                       | BEL                       | EU                        | FRA                       | GER                       | ITA                       | POL                       | SWI                       |
| ------------------- | ------------------------------------------------------------------------------ | ------------------------- | ------------------------- | ------------------------- | ------------------------- | ------------------------- | ------------------------- | ------------------------- | ------------------------- | ------------------------- | ------------------------- |
| Signs of a Struggle | - Udgivet: 31 October 2005 - Pladeselskab: EMI - Format: CD, digital download  | 159                       | 56                        | 10                        | 60                        | 62                        | 75                        | 35                        | 12                        | 64                        | 15                        |
| Rhythm & Hymns      | - Udgivet: 19 November 2007 - Pladeselskab: EMI - Format: CD, digital download | —                         | —                         | —                         | 69                        | 92                        | 48                        | 73                        | 17                        | 87                        | 22                        |

### Singler
| År   | Titel                              | Hitlisteplacering | Hitlisteplacering | Hitlisteplacering | Hitlisteplacering | Hitlisteplacering | Hitlisteplacering | Hitlisteplacering | Hitlisteplacering | Hitlisteplacering | Hitlisteplacering | Certificeringer                                      | Album                     |
| År   | Titel                              | UK                | AUS               | AUT               | BEL               | FRA               | GER               | ITA               | NOR               | NZ                | SWI               | Certificeringer                                      | Album                     |
| ---- | ---------------------------------- | ----------------- | ----------------- | ----------------- | ----------------- | ----------------- | ----------------- | ----------------- | ----------------- | ----------------- | ----------------- | ---------------------------------------------------- | ------------------------- |
| 2005 | "11.30 (Dirtiest Trick in Town)"   | —                 | —                 | —                 | —                 | —                 | —                 | —                 | —                 | —                 | —                 |                                                      | Signs of a Struggle       |
| 2005 | "Big City Life"                    | 15                | 19                | 1                 | 12                | 17                | 1                 | 1                 | 3                 | 1                 | 1                 | - RMNZ: Gold                                         | Signs of a Struggle       |
| 2005 | "Passer By"                        | 79                | —                 | —                 | —                 | —                 | —                 | —                 | —                 | —                 | —                 |                                                      | Signs of a Struggle       |
| 2006 | "To & Fro"                         | —                 | —                 | —                 | 56                | —                 | 73                | 56                | —                 | —                 | 56                |                                                      | Signs of a Struggle       |
| 2006 | "Cool Down the Pace"               | —                 | —                 | 52                | —                 | —                 | 82                | 25                | —                 | —                 | 63                |                                                      | Signs of a Struggle       |
| 2007 | "Living Darfur"                    | —                 | —                 | 21                | 50                | 50                | 32                | 2                 | —                 | —                 | 13                |                                                      | Rhythm & Hymns            |
| 2008 | "Things Have Changed"              | —                 | —                 | —                 | —                 | —                 | —                 | —                 | —                 | —                 | —                 |                                                      | Rhythm & Hymns            |
| 2022 | "Big City Life" (Remix with Luude) | 8                 | 55                | 19                | —                 | —                 | 67                | —                 | —                 | 2                 | —                 | - BPI: Platinum - ARIA: Platinum - RMNZ: 2× Platinum | Skabelon:Non-album single |